# リゾートトラスト
リゾートトラスト株式会社（英: Resorttrust, Inc.）は、愛知県名古屋市中区に本社を置く日本の総合リゾート企業。リゾートトラストグループを構成する中核企業である。
主要事業であるホテルにおいては、会員制リゾートホテル「エクシブ (XIV) 」や日本初の完全会員制リゾートホテル「ベイコート倶楽部」、完全会員制リゾートホテル「サンクチュアリコート」などのブランドを運営している。
また、海外展開として2014年10月にアメリカ合衆国ハワイ州、オアフ島のカハラ地区に位置する高級ホテル「ザ・カハラ・ホテル&リゾート」を取得し、運営している。
2014年1月6日より運用開始の株価指数「JPX日経インデックス400」の構成銘柄に選定されている。

## 概要
日本におけるリゾート会員権のシェアは7割強を占めており、トップである。日経MJが毎年行っているサービス業総合調査によると、会員制リゾートクラブ部門では32年連続売上高が第1位である。また、ホテル業界全体の売上高ランキングにおいても会員制ホテルが主軸でありながら、第2位である。
平成不況下の失われた10年を中心にリゾート地で大型施設を建設したり、初島クラブのようなバブル期の過剰投資によって破綻した企業から物件を買収するなどして規模を拡大している。
2008年3月には、日本初の完全会員制リゾートホテルとして東京都江東区有明に「東京ベイコート倶楽部 ホテル&スパリゾート」を開業した。近年では、奈良屋旅館（現・エクシブ箱根離宮）や夏目漱石の「明暗」に登場する天野屋旅館（現・エクシブ湯河原離宮）など歴史的な旅館の跡地にホテルを建設している。
毎年5月に、静岡朝日テレビ（テレビ朝日系列）との共催により、女子プロゴルフトーナメント「リゾートトラストレディス」を開催している。

## 施設数
(2017年4月現在の施設数)
| 事業名                        | 施設数                                                 |
| ----------------------------- | ------------------------------------------------------ |
| リゾートホテル･シティホテル等 | 国内46ヶ所・ハワイ1ヶ所（ザ・カハラ・ホテル&リゾート） |
| ゴルフ場                      | 13ヶ所                                                 |
| メディカル                    | 8ヶ所                                                  |
| シニアレジデンス              | 14ヶ所                                                 |

## 沿革
- 1973年（昭和48年）4月2日 - 資本金6000万円で宝塚エンタープライズ株式会社を設立[1]。
- 1974年（昭和49年）12月 - 名古屋市中区に都市型ホテルスタイルの分譲マンション及び高級テナントビル「ヴィア白川」、岐阜県郡上郡高鷲村に第一号の会員制リゾートホテル「サンメンバーズひるがの」を開業。
- 1977年（昭和52年） 
  - 6月 - 名古屋市中区に「エクセレントクラブ名古屋」を開業。
  - 12月 - 大阪市北区に「エクセレントクラブ大阪」を開業。
- 1978年（昭和53年）2月 - 大阪市北区に「サンメンバーズ大阪梅田」を開業。
- 1979年（昭和54年）4月 - 名古屋市中区に「サンメンバーズ名古屋錦」を開業。
- 1980年（昭和55年）
  - 5月 - 東京都港区に「サンメンバーズ東京新橋」を開業。
  - 8月 - 鹿児島県鹿児島市に「サンメンバーズ鹿児島」を開業。
  - 12月 - 京都市右京区に「サンメンバーズ京都嵯峨」を開業。
- 1981年（昭和56年）
  - 1月 - 宅地建物取引業者大臣免許（建設大臣第2901号）許可。
  - 2月 - 国内リゾートクラブ会員及び当社サンメンバーズ会員の海外施設交換利用を可能とすることを目的として、海外施設交換会社Resort Condominiums International（現・RCI,LLC）社とライセンス契約を締結の上、子会社ジャパン・アール・シー・アイ株式会社（現・アール・シー・アイ・ジャパン）設立。
  - 3月 - 米国RCI社との業務提携により、RCI加盟の海外施設との相互施設交換利用を開始（現在、RCI社の日本総代理店アール・シー・アイ・ジャパンと業務提携）。
- 1982年（昭和57年）
  - 11月 - ホテル・レストランの運営を目的として、子会社株式会社サンホテルインターナショナルを設立し、当社ホテル・レストランの現業部門の運営を委託。
  - 12月 - 経営機能強化の為、東京都新宿区に東京本社を開設し、二本社制とする。東京都新宿区に「サンメンバーズ東京新宿」を開業。
- 1983年（昭和58年）1月 - 静岡県熱海市に「リゾーピア熱海」を開業。
- 1984年（昭和59年） 
  - 7月 - 京都府熊野郡久美浜町に「リゾーピア久美浜」を開業。
  - 8月 - 大分県別府市に「リゾーピア別府」を開業。
  - 9月 - 神奈川県足柄下郡に「リゾーピア箱根」を開業。
- 1985年（昭和60年）12月 - 神戸市中央区に「サンメンバーズ神戸」を開業。
- 1986年（昭和61年）
  - 4月 - リゾートトラスト株式会社に商号変更[1]。
  - 10月 - 損害保険業務を行うことを目的として子会社株式会社サンホテルエージェントを設立。
- 1987年（昭和62年）
  - 4月 - 三重県鳥羽市に「エクシブ鳥羽」を開業。
  - 7月 - 名古屋市中区に「ローズルーム名古屋」を開業。
  - 11月 - 金銭貸付業務を行うことを目的として子会社ジャストファイナンス株式会社を設立。
- 1988年（昭和63年）
  - 3月 - 静岡県伊東市に「エクシブ伊豆」を開業。
  - 8月 - 鹿児島県鹿児島市に「サンホテル鹿児島」を開業。
- 1989年（平成元年） 
  - 1月 - 大阪市北区に「ローズルーム大阪」を開業。ホテルの建設・運営を目的として、子会社株式会社リゾートトラスト沖縄を設立（平成8年3月、不動産賃貸を事業目的に追加の上、リゾートトラスト開発株式会社に商号変更。その後、平成10年3月にアール・ティー開発株式会社に商号変更）。
  - 3月 - 一般旅行業（観光庁長官登録第887号）認可。
  - 4月 - 和歌山県西牟婁郡白浜町に「エクシブ白浜」を開業。
- 1990年（平成2年） 
  - 1月 - サンホテルインターナショナルを吸収合併（合併期日平成2年1月31日）。
  - 7月 - 長野県北佐久郡軽井沢町に「エクシブ軽井沢」を開業。
- 1991年（平成3年）4月 - 三重県鳥羽市に「エクシブ鳥羽アネックス」を開業。
- 1992年（平成4年） 
  - 5月 - 名古屋市中区に本社新社屋ビルを完成。
  - 7月 - 兵庫県洲本市に「エクシブ淡路島」を開業。
  - 9月 - 会員制メディカルクラブの会員権販売及び会員管理を行うことを目的として、子会社株式会社ハイメディックを設立。
- 1993年（平成5年）7月 - 山梨県南都留郡山中湖村に「エクシブ山中湖」、和歌山県西牟婁郡白浜町に「エクシブ白浜アネックス」を開業。
- 1994年（平成6年） 
  - 4月 - 主に当社ホテルの設備、清掃業務を行うことを目的として、子会社・株式会社ジェス設立。
  - 10月 - 「ハイメディック山中湖倶楽部」を開業。
- 1997年（平成9年）
  - 3月 - 滋賀県坂田郡米原町に「エクシブ琵琶湖」を開業。
  - 5月 - 名古屋市中区に小口不動産投資型シティホテル「ホテルトラスティ名古屋」を開業。
  - 9月 - 日本証券業協会に株式店頭公開。
- 1998年（平成10年）7月 - パラオ共和国におけるゴルフ場開発を目的として子会社RESORTTRUST PALAU,INC.を設立

- 1999年（平成11年） 

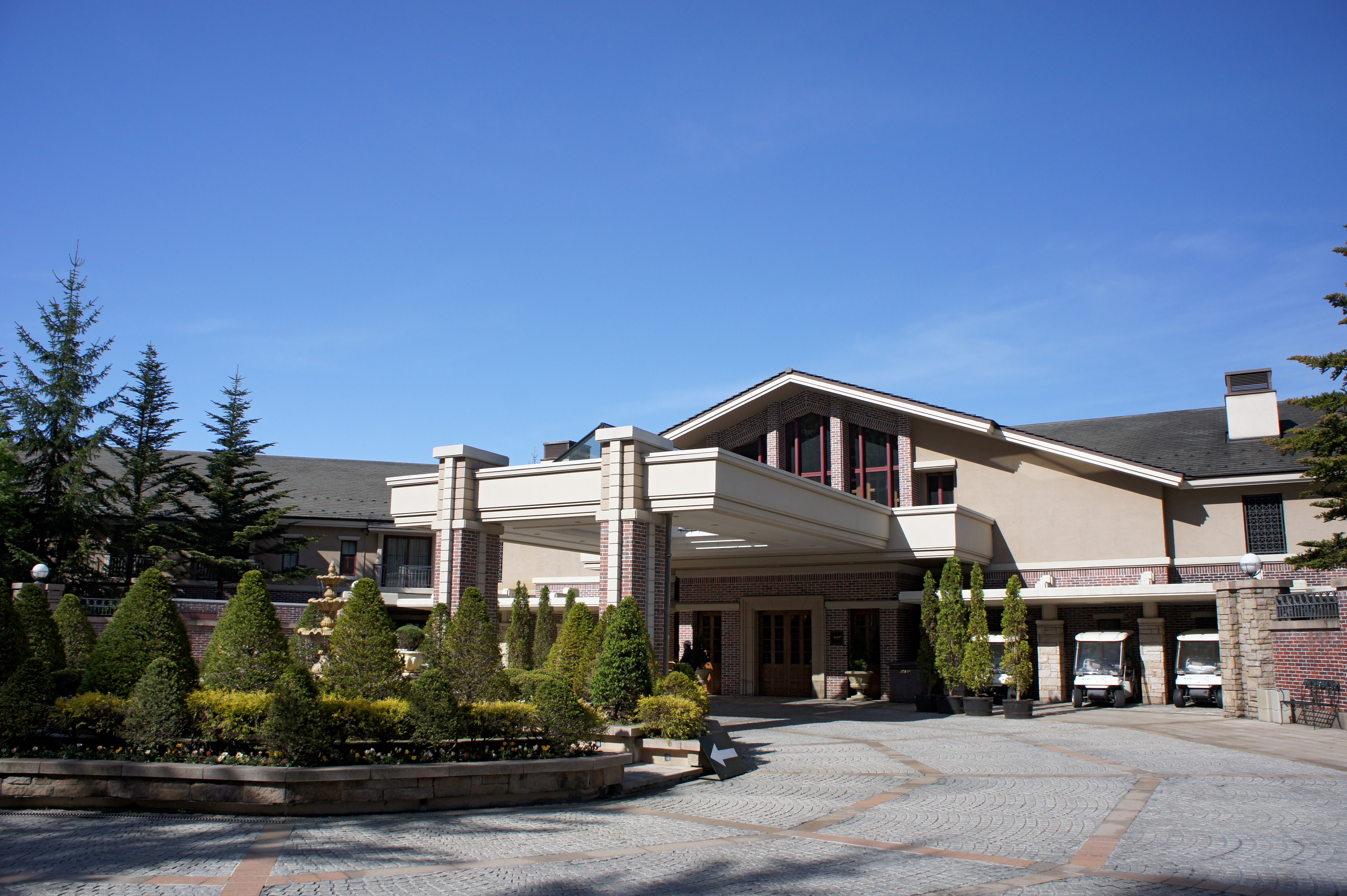
エクシブ蓼科

  - 3月 - 長野県茅野市に「エクシブ蓼科」を開業。
  - 12月 - リゾートトラストゴルフ事業株式会社を子会社化。
- 2000年（平成12年） 
  - 4月 - 当社関係会社における経理業務の請負を目的として子会社アール・エフ・エス株式会社を設立。
  - 6月 - 静岡県熱海市に「グランドエクシブ　マリン&タラソリゾート　エクシブ初島クラブ」を開業。
  - 7月 - 岐阜県郡上郡に「サンメンバーズひるがの」を新生オープン。
  - 11月 - 東京証券取引所及び名古屋証券取引所市場第一部に上場。
- 2001年（平成13年）3月 - 徳島県に「グランドエクシブ ゴルフ&スパリゾート　エクシブ鳴門」を開業。服飾装化品の製造、販売を目的とする株式会社ユーエス・サクマ(現・コンプレックス･ビズ･インターナショナル）を子会社化。
- 2002年（平成14年）10月 - 第一アドシステム株式会社を子会社化。

- 2003年（平成15年）

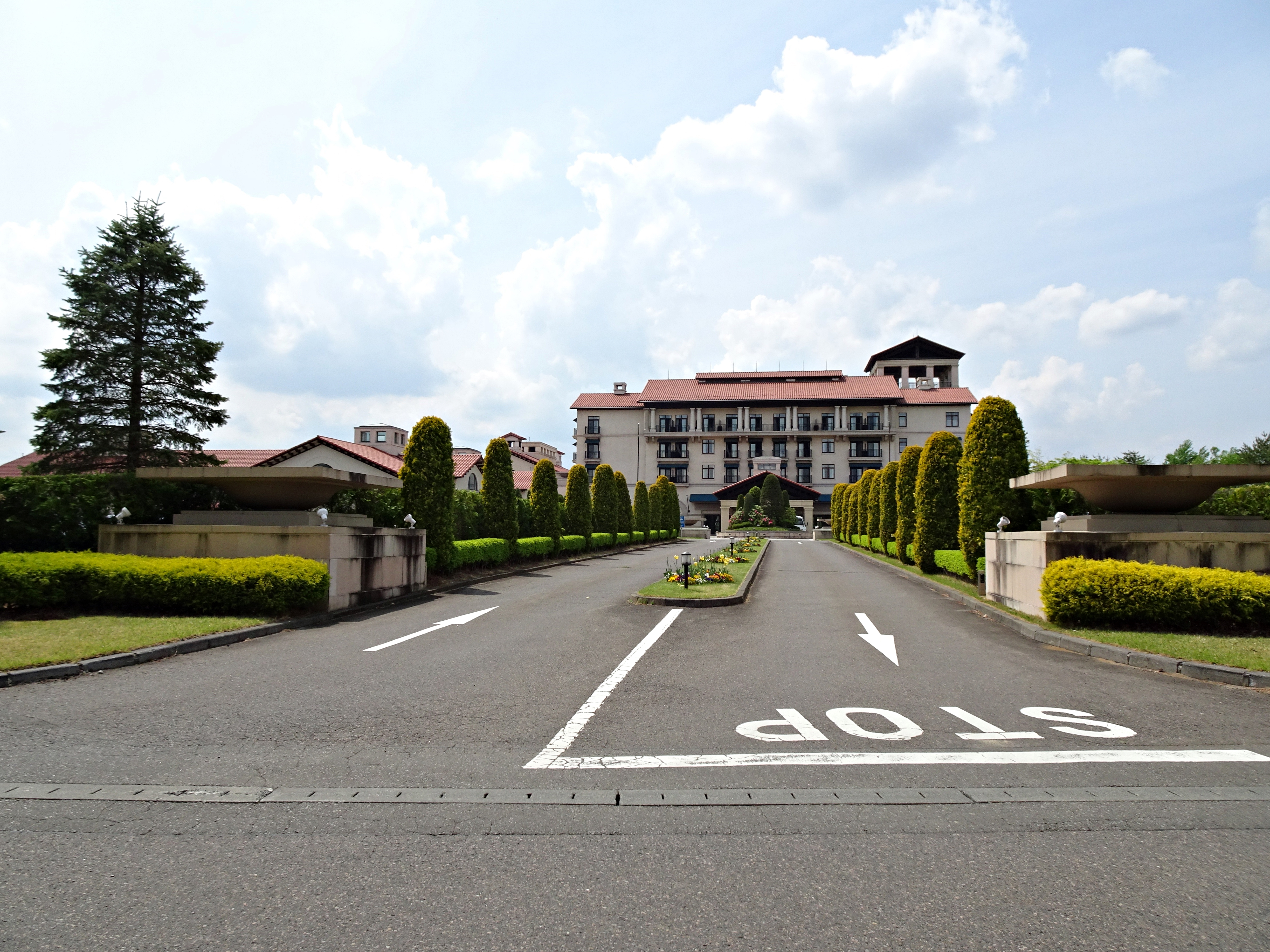
エクシブ那須白河

  - 3月 - 徳島県鳴門市に「エクシブ鳴門サンクチュアリ・ヴィラ」、福島県西郷村に「グランディ那須白河ゴルフクラブ」を開業。
  - 4月 - 名古屋市中区に「ホテルトラスティ名古屋栄」を開業。株式会社メディカルチェックを子会社化。
  - 8月 - 東京都渋谷区に東京本社を移転。
- 2004年（平成16年） 
  - 2月 - 名古屋市東区の「カトリック布池教会」内の「聖ヨゼフ館」にて、結婚披露宴事業等の運営受託を開始。
  - 3月 - 静岡県浜松市に「グランドエクシブ　ゴルフ&スパリゾート エクシブ浜名湖」を開業。
  - 11月 - 長野県北佐久郡軽井沢町に「エクシブ軽井沢サンクチュアリ・ヴィラ」を開業。
- 2005年（平成17年） 
  - 4月 - 福島県に「グランドエクシブ　ゴルフ&スパリゾート エクシブ那須白河」を開業。
  - 6月 - 大阪市中央区に「ホテルトラスティ心斎橋」を開業。
  - 7月 - 徳島県鳴門市に「エクシブ鳴門サンクチュアリ・ヴィラ ドゥーエ」を開業。
  - 8月 - 大阪市中央区の「ハイメディック大阪」検診事業開始。
  - 9月 - 子会社株式会社東京ミッドタウン・メディスンを設立。
  - 10月 - 子会社ベストクレジット株式会社を設立。
- 2006年（平成18年）
  - 7月 - 株式会社アドバンスト・メディカル・ケアを子会社化。
  - 9月 - 株式会社ウェル・トラストを子会社化。
  - 11月 - ハイメディック・東大病院検診開始。京都市左京区に「エクシブ京都 八瀬離宮」を開業。
- 2007年（平成19年）
  - 2月 - 滋賀県甲賀市の「ザ･カントリークラブ」の経営権を取得。
  - 3月 - 東京都港区に「東京ミッドタウンメディカルセンター」を開業。

- 2008年（平成20年）

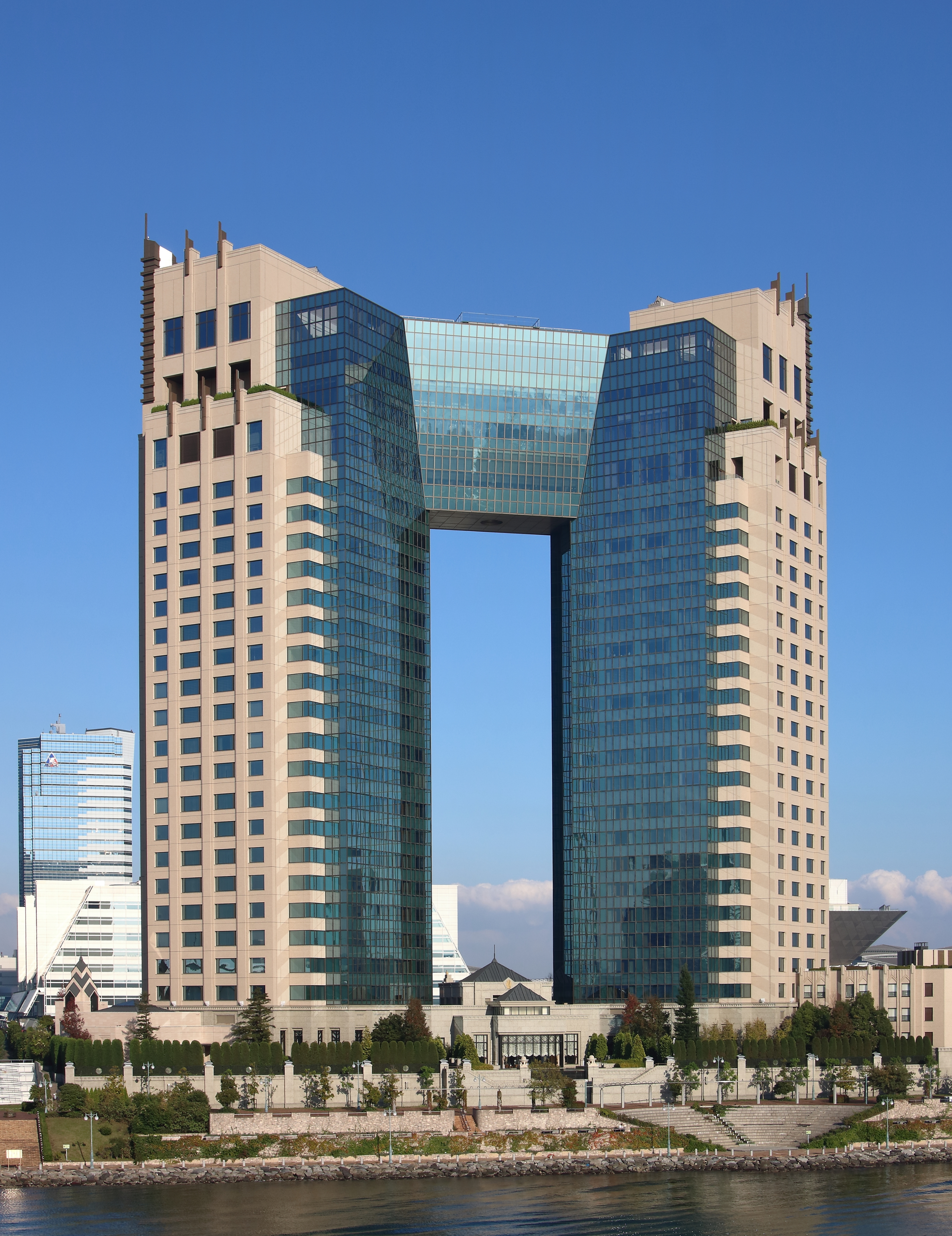
東京ベイコート倶楽部 ホテル&スパリゾートとホテルトラスティ東京ベイサイド

  - 2月 - 子会社日本スイス・パーフェクションを設立。
  - 3月 - 東京都江東区有明に「東京ベイコート倶楽部 ホテル&スパリゾート」を開業。
  - 4月 - 東京都江東区有明に「ホテルトラスティ東京ベイサイド」、長野県北佐久郡御代田町に「グランディ軽井沢ゴルフクラブ」を開業。
  - 6月 - 愛知県豊田市に「パインズゴルフクラブ」を開業。
- 2009年（平成21年） 
  - 1月 - ヒューマンライフサービス株式会社を子会社化
  - 3月 - 神戸市中央区に「ホテルトラスティ神戸旧居留地」、山梨県南都留郡山中湖村に「エクシブ山中湖サンクチュアリ・ヴィラ」を開業。
  - 10月 - 「サンホテル鹿児島」を改装、同時にホテル名を「ホテルサンフレックス鹿児島」に改名。

- 2010年（平成22年）

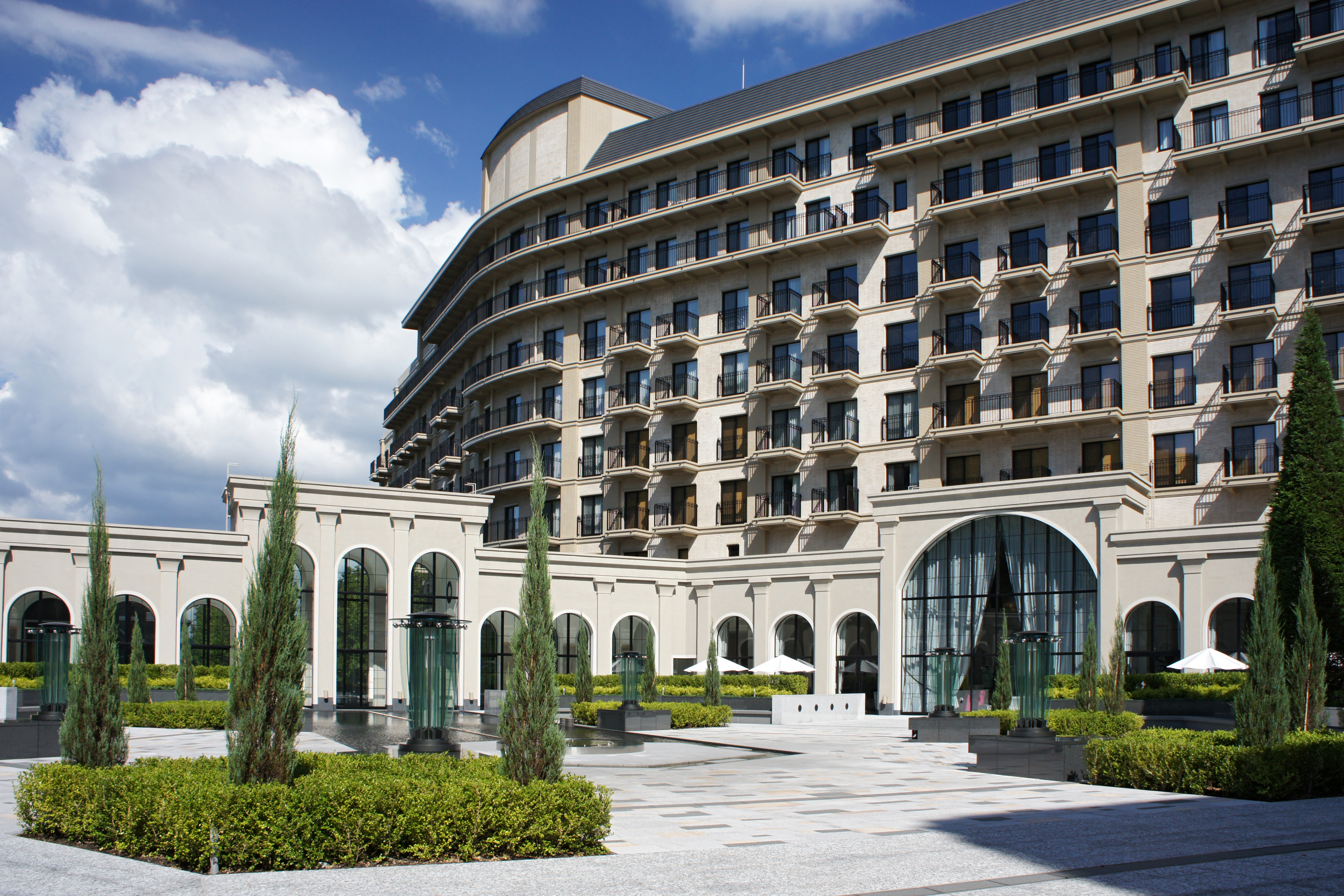
エクシブ有馬離宮

  - 3月 - 神奈川県箱根町に「エクシブ箱根離宮」を開業。大阪市中央区に「ロビーカフェファシーノ」を出店。
  - 4月 - 高級有料老人ホーム運営会社・株式会社ボンセジュールグランの運営権を取得。
  - 6月 - ボンセジュールグランをトラストガーデン株式会社に社名変更し、子会社化。
- 2011年（平成23年）3月 - 神戸市北区の有馬温泉郷に「エクシブ有馬離宮」を開業。
- 2012年（平成24年）3月 - 大阪市阿倍野区に「ホテルトラスティ大阪 阿倍野」、長野県北佐久郡軽井沢町に「エクシブ軽井沢 パセオ」、「エクシブ軽井沢 サンクチュアリ ヴィラ・ムセオ」を開業。
- 2013年（平成25年）
  - 6月 - 石川県金沢市に「ホテルトラスティ金沢 香林坊」を開業。
  - 10月 - 「ハイメディック・ミッドタウンコース」提供開始。
- 2014年（平成26年）
  - 4月 - 東京都世田谷区に「トラストガーデン等々力」を開業。
  - 10月 - ハワイ州ホノルル市｢ザ・カハラ・ホテル&リゾート」を取得。
- 2015年（平成27年）12月 - 「ハイメディック東京ベイコース」提供開始。
- 2016年（平成28年）
  - 3月 - 三重県鳥羽市に「エクシブ鳥羽別邸」を開業。
  - 4月 - 東京都渋谷区に「トラストガーデン常盤松」を開業。
  - 6月 - 「サンホテル名古屋ヴィラ白川」を改装終了と共に「ホテルトラスティ名古屋 白川」とする。
  - 7月 - 「ハイメディック名古屋」検診開始。
- 2017年（平成29年）
  - 3月 - 神奈川県足柄下郡湯河原町に「エクシブ湯河原離宮」を開業。
  - 4月 - 滋賀県大津市の介護付有料老人ホーム「アクティバ琵琶」の運営会社の株式を取得。
  - 12月 - 日本橋浜町と、熊本県熊本市の熊本交通センター跡地を含む一帯の再開発地域に、新ブランドである「ホテルトラスティ プレミア」を2019年7月及び9月に開業予定であることを発表[広報 2]。
- 2018年（平成30年）
  - 2月 - 兵庫県芦屋市のベルポート芦屋東岸に「芦屋ベイコート倶楽部 ホテル&スパリゾート」を開業[広報 3]。
  - 3月 - 京都市下京区に「トラストガーデン四条烏丸」を開業。
  - 4月 - 神戸市灘区の六甲山山頂近く、六甲ガーデンテラスの隣接地に「エクシブ六甲サンクチュアリ・ヴィラ」を開業[広報 4]。
  - 7月 - 横浜市中区の介護付有料老人ホーム「らいふアシスト馬車道」を事業承継。

- 2019年（平成31年/令和元年）

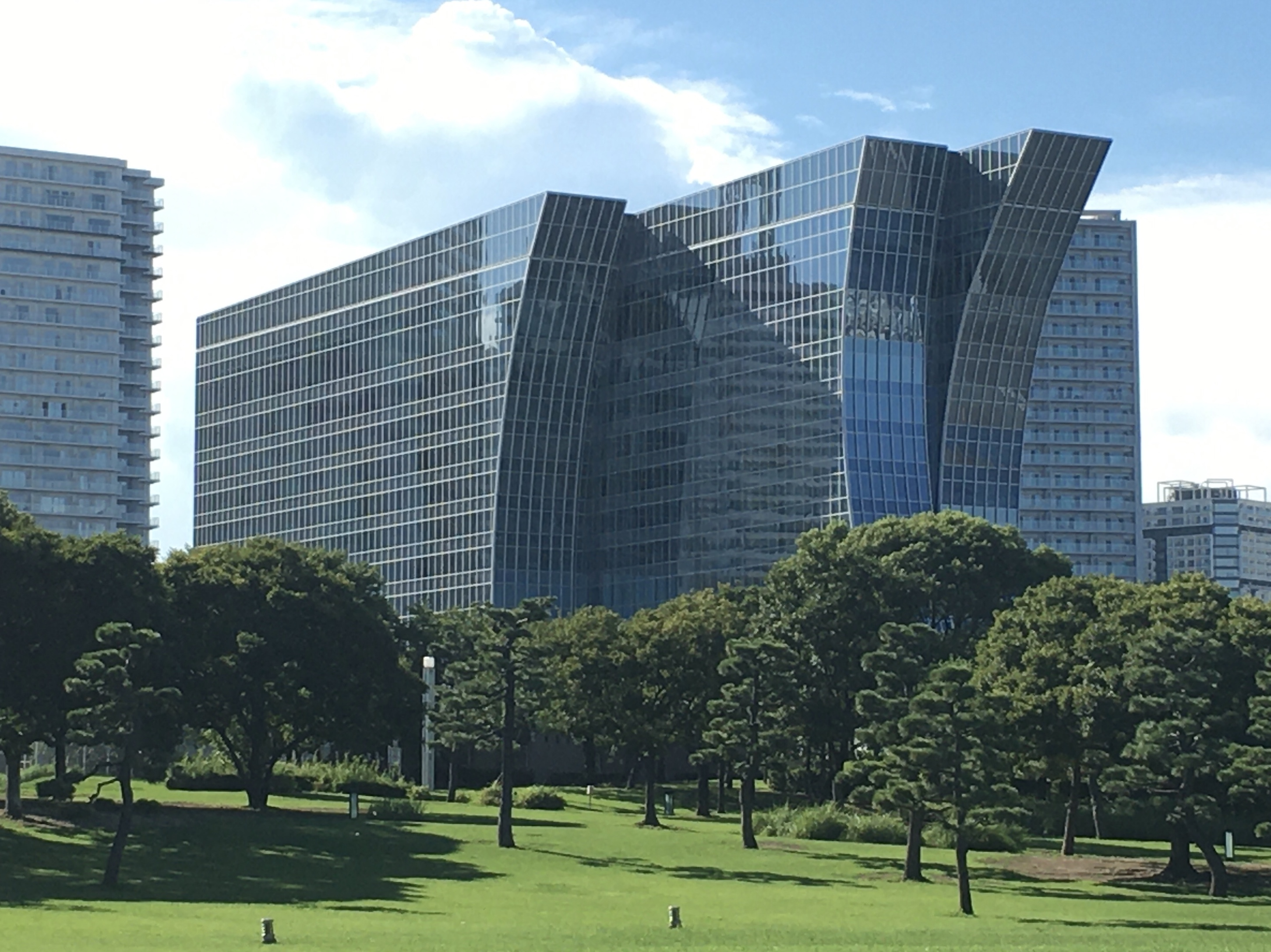
横浜ベイコート倶楽部 ホテル&スパリゾートとザ・カハラ・ホテル&リゾート 横浜

  - 3月 - 名古屋市東区に「トラストグレイス白壁」、愛知県蒲郡市に「ラグーナベイコート倶楽部 ホテル&スパリゾート」を開業。
  - 8月 - 東京都杉並区に「トラストガーデン荻窪」を開業。
  - 9月 - 東京都中央区に「ホテルトラスティ プレミア日本橋浜町」を開業。
  - 10月 - 熊本市中央区に「ホテルトラスティ プレミア熊本」を開業。
- 2020年（令和2年）9月 - 横浜市西区みなとみらいに「ザ・カハラ・ホテル&リゾート 横浜」と「横浜ベイコート倶楽部 ホテル&スパリゾート」を開業。
- 2022年（令和4年）3月31日 - ホテルトラス ティ プレミア 日本橋浜町、ホテルトラスティ金沢香林坊、ホテルトラスティ名古屋栄、ホテルトラスティ心斎橋、ホテルトラスティ神戸 旧居留地、ホテルトラスティ プレミア 熊本の営業を終了。同時に施設老朽化のためサンメンバーズ東京新宿、サンメンバーズ 名古屋錦の営業を終了。

#### 広報資料・プレスリリースなど一次資料
1. ↑  リゾートトラスト株式会社 企業概要
2. ↑  “新ブランドホテル 「ホテルトラスティ プレミア」が東京日本橋浜町、熊本市で開業決定”.   リゾートトラスト (2017年12月13日). 2018年1月22日閲覧。
3. ↑  “ASHIYA BAYCOURT CLUB - 芦屋ベイコート倶楽部”. 2018年6月19日閲覧。
4. ↑  “エクシブ六甲 サンクチュアリ・ヴィラ”.   リゾートトラスト株式会社. 2018年6月19日閲覧。